# غليكا نيرا
غليكا نيرا (Γλυκά Νερά) هي مدينة في إقليم أتيكا في اليونان.
يبلغ عدد سكانها حوالي 7546 نسمة.